# Носа-Сеньора-ди-Лордис
Носа-Сеньора-ди-Лордис (порт. Nossa Senhora de Lourdes)  —  муниципалитет в Бразилии, входит в штат Сержипи. Составная часть мезорегиона Восток штата Сержипи. Входит в экономико-статистический  микрорегион Проприя. Население составляет 6718 человек на 2004 год. Занимает площадь 88,6 км². Плотность населения — 75,82 чел./км².
Праздник города —  13 мая.

## История
Город основан 13 мая 1964 года. 

## География
Климат местности: тропический.